# Resolutie 2066 Veiligheidsraad Verenigde Naties
Resolutie 2066 van de Veiligheidsraad van de Verenigde Naties werd op 17 september 2012 unaniem door de VN-Veiligheidsraad aangenomen. De resolutie verlengde de VN-vredesoperatie in Liberia opnieuw met een jaar. De Veiligheidsraad stond ook toe dat de eerste van drie inkrimpingen dat jaar zou doorgaan. Daarbij zouden 1990 militairen worden teruggetrokken. Daartegenover zou het politiecomponent met 420 man worden versterkt.

## Achtergrond
Na de hoogdagen onder het decennialange bestuur van William Tubman, die in 1971 overleed, greep Samuel Doe de macht. Zijn dictatoriale regime ontwrichtte de economie en er ontstonden rebellengroepen tegen zijn bewind, waaronder die van de latere president Charles Taylor. In 1989 leidde de situatie tot een burgeroorlog waarin de president vermoord werd. De oorlog bleef nog doorgaan tot 1996. Bij de verkiezingen in 1997 werd Charles Taylor verkozen en in 1999 ontstond opnieuw een burgeroorlog toen hem vijandige rebellengroepen delen van het land overnamen. Pas in 2003 kwam er een staakt-het-vuren en werden VN-troepen gestuurd. Taylor ging in ballingschap en de regering van zijn opvolger werd al snel vervangen door een overgangsregering. In 2005 volgden opnieuw verkiezingen en werd Ellen Johnson Sirleaf de nieuwe president. In 2011 werd ze herkozen voor een tweede ambtstermijn.

## Inhoud

### Waarnemingen
In 2011 werden in Liberia een volksraadpleging, presidents- en parlementsverkiezingen gehouden. Presidente Ellen Johnson Sirleaf had ook de Tafelbergverklaring ondertekend — een initiatief van WAN-IFRA dat de persvrijheid in Afrika wilde bevorderen. Het land werkte hard aan de wederopstanding na de burgeroorlog. Het werd tijd dat de eigen veiligheidsdiensten de verantwoordelijkheid voor de veiligheid overnamen van de UNMIL-vredesmacht. Misdaad bleef wel een groot probleem, dat nog in de hand werd gewerkt door de instabiliteit in buurland Ivoorkust.

### Handelingen
UNMIL's mandaat werd alvast een jaar verlengd, tot 30 september 2013. Van de zeven infanteriebataljons moesten er tegen 2015 vier worden teruggetrokken in drie fasen. De secretaris-generaal kreeg opdracht in een eerste fase 1990 man terug te trekken tegen september 2013.
De Veiligheidsraad besloot eveneens het politiecomponent van de vredesmacht met drie eenheden, of 420 manschappen, te versterken tot tien eenheden met in totaal maximaal 1795 manschappen. De eerste eenheid moest ten laatste in januari 2013 ter plaatse zijn.
Liberia was principieel verantwoordelijk voor haar eigen veiligheid en de regering moest haar prioriteiten stellen bij het inzetten van de beschikbare middelen hiervoor. UNMIL's rol was helpen met het bewaren van de vrede en de bevolking beschermen, alsook het opbouwen van de Liberiaanse politie.

## Verwante resoluties
- Resolutie 2008 Veiligheidsraad Verenigde Naties (2011)
- Resolutie 2045 Veiligheidsraad Verenigde Naties
- Resolutie 2079 Veiligheidsraad Verenigde Naties
- Resolutie 2116 Veiligheidsraad Verenigde Naties (2013)

Lijst ·  2033 ·  2034 ·  2035 ·  2036 ·  2037 ·  2038 ·  2039 ·  2040 ·  2041 ·  2042 ·  2043 ·  2044 ·  2045 ·  2046 ·  2047 ·  2048 ·  2049 ·  2050 ·  2051 ·  2052 ·  2053 ·  2054 ·  2055 ·  2056 ·  2057 ·  2058 ·  2059 ·  2060 ·  2061 ·  2062 ·  2063 ·  2064 ·  2065 ·  2066 ·  2067 ·  2068 ·  2069 ·  2070 ·  2071 ·  2072 ·  2073 ·  2074 ·  2075 ·  2076 ·  2077 ·  2078 ·  2079 ·  2080 ·  2081 ·  2082 ·  2083 ·  2084 ·  2085